# بورت سانت جو
بورت سانت جو (بالإنجليزية: Port St. Joe)‏ هي مدينة أمريكية تقع في ولاية فلوريدا. تبلغ مساحة هذه المدينة 8.6 (كم²)،ويبلغ عدد سكانها 3644 نسمة حسب إحصاء سنة 2010 م 3644.تشير إحصاءات سنة 2000م بأن الكثافة السكانية في هذه المدينة تقدر بـ(423.7) نسمة/كم2 

## أعلام
- رومان كوين
- كليفورد تشيستر سيمز
- غريغ لويس